# Dinoderus minutus
Dinoderus minutus es una especie de escarabajo de bambú del género Dinoderus, de la familia Bostrichidae, orden Coleoptera. Fue descrita por Fabricius en 1775.

## Distribución
Se distribuye por África: Egipto, Marruecos, Europa: Austria, Bélgica, Chequia (Moravia), Dinamarca, Finlandia, Francia, Alemania, Grecia, Italia, Países Bajos, Noruega, Polonia, Cerdeña, Sicilia, Eslovaquia, Suecia, Reino Unido, América del Norte: Canadá, Dominica, Estados Unidos de América (Hawái), América del Sur: Venezuela, Asia: China, Chipre, Japón, Siria y Oceanía: Fiyi.